# 珍妮弗·桑德斯
珍妮弗·简·桑德斯（Jennifer Jane Saunders；1958年7月6日—），是一位英国喜剧演员、剧作家，曾获得三次英國學術電視獎（包括一次终身成就奖）、一次英国喜剧奖。她最初以与中央演講和戲劇學院认识的好友唐·弗兰奇一起出演BBC情景喜剧《弗兰奇与桑德斯》而出名，后来又因出演《荒唐阿姨》中的艾迪娜·曼森而名声大噪。

## 早年
她出生于英格兰林肯郡斯利福德，其母是一名生物老师，其父罗伯特·托马斯·桑德斯（Robert Thomas Saunders）是皇家空军空军上校，后为英国宇航工作。
因为父亲工作的关系她曾多次转学，1977年就读中央演講和戲劇學院，认识后来的事业伙伴唐·弗兰奇。

## 外部连接
- 珍妮弗·桑德斯在互联网电影资料库（IMDb）上的資料（英文）